# حقوق بشر در برزیل

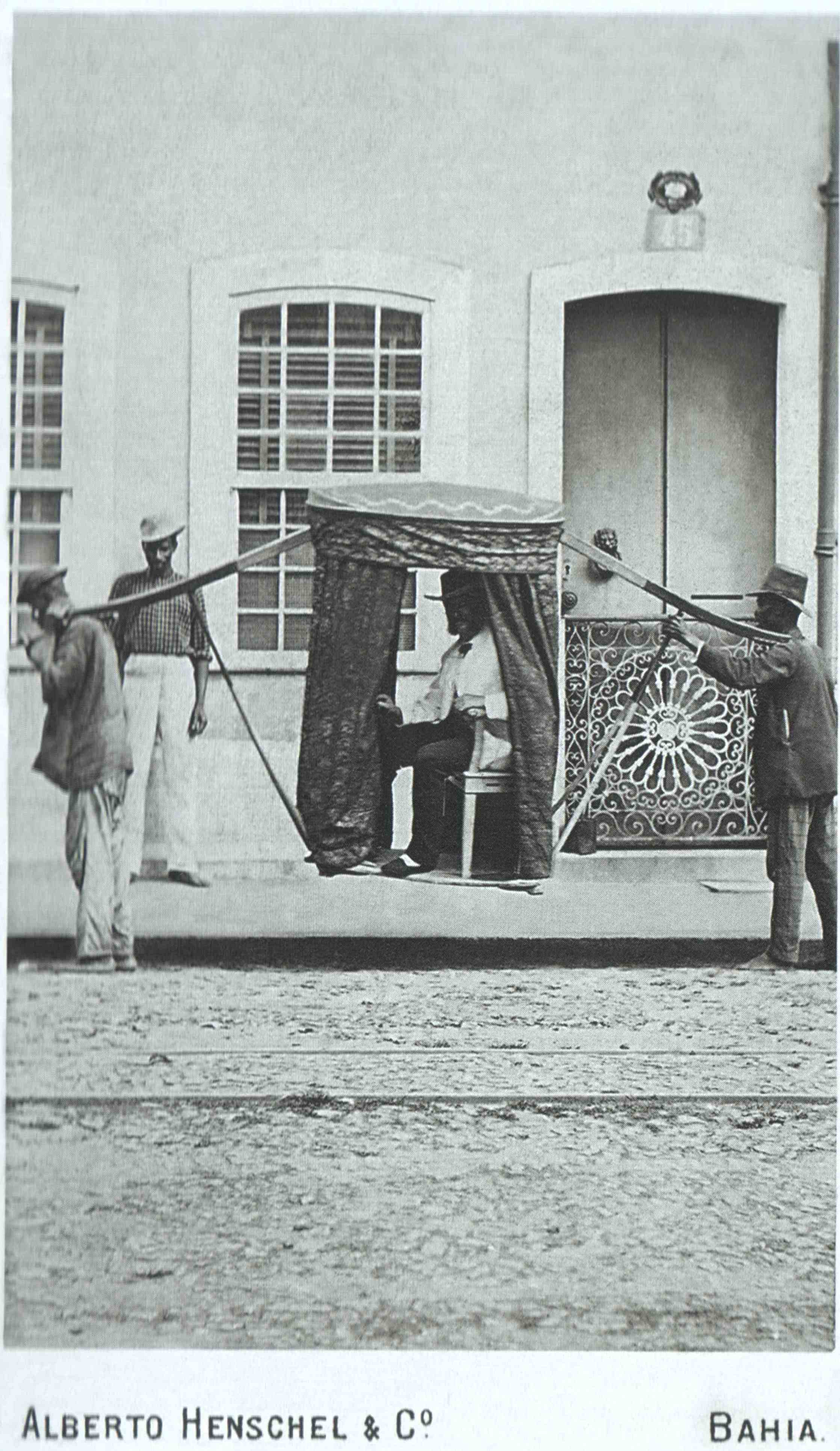
بردگان آفریقایی یک مرد برزیلی سفید را در سالوادور، حمل می‌کنند - ۱۸۶۹.

حقوق بشر در برزیل (انگلیسی: Human rights in Brazil) عبارت از حق زندگی و آزادی بیان و محکومیت برده‌داری و شکنجه.

## گزارش آزادی جهانی
این کشور کنوانسیون حقوق بشر ایالات متحده آمریکا را به تصویب رسانده‌است. گزارش آزادی جهانی ۲۰۱۷ توسط خانه آزادی برای هر دو حقوق سیاسی و آزادی‌های مدنی به برزیل نمره «۲» داده‌است؛ نمره «۱» بهترین و نمره «۷» بدترین را نشان می‌دهد.

## نقض قوانین
با این حال، موارد زیر در مورد حقوق بشر گزارش شده‌است: شکنجه بازداشتی‌ها و زندانیان توسط نیروهای امنیتی پلیس و زندان؛ ناتوانی در حمایت از شاهدان درگیر در پرونده‌های جنایی؛ شرایط سخت زندان؛ بازداشت بیش از حد و تأخیر غیرعادی در دادرسی؛ عدم تمایل به پیگرد قانونی و همچنین ناکارآمدی در تعقیب مقامات فاسد دولتی؛ خشونت و تبعیض علیه زنان؛ خشونت علیه کودکان، از جمله سوء استفاده جنسی از آنها؛ قاچاق انسان؛ خشونت پلیس؛ تبعیض علیه افراد سیاه‌پوست و بومی؛ عدم اجرای قوانین کار؛ و استفاده از کار کودک در بخش غیررسمی، نقض کنندگان حقوق بشر اغلب از مصونیت برخوردار هستند. طبق گفته یونسکو «برزیل گرچه با نابرابری‌های اجتماعی و اقتصادی فراوانی مواجه است، در عین حال اقدامات گسترده‌ای را برای پیشرفت و دفاع از حقوق بشر انجام داده‌است.»